# Giorgio Cencetti
Giorgio Cencetti (* 30. Januar 1908 in Rom; † 13. Juni 1970 ebenda) war ein italienischer Paläograph und Archivar.
Zunächst studierte Cencetti Jura, bevor er sich 1929 an der Facoltà di Lettere in Rom einschrieb. Sein Lehrer war dort Vincenzo Federici.  Zunächst Archivar am Archivio di Stato di Bologna (seit 1. Januar 1933), später dessen Direktor, habilitierte er sich 1940 in Paläographie und Diplomatik in Bologna und übernahm 1951 den Lehrstuhl für Paläographie und Diplomatik an der dortigen Universität, wo er schon seit 1944 einen Lehrauftrag hatte. 1959 erhielt er einen Ruf nach Rom. Von 1966 bis zu seinem Tod 1970 war er Vorstand der Scuola Speciale per Archivisti e Bibliotecari an der Università di Roma. Nachfolger wurde Alessandro Pratesi.
Giorgio Cencetti ist vor allem als Paläograf mit seinen Werken Lineamenti di storia della scrittura latina und Vecchi e nuovi orientamenti nello studio di paleografia bekannt geworden. Dabei ist sein Konzept von Kanonisierung und kalligraphischer Verdichtung wegweisend, das Bernhard Bischoff aufgriff und das das Verständnis der Entwicklung der lateinischen Schrift in Spätantike und Frühmittelalter grundlegend änderte.

## Schriften (Auswahl)
- Lineamenti di storia della scrittura latina. Bologna 1954, Nachdruck mit Indices und bibliographischen Nachträgen 1997.
- Paleografia latina. Roma: Jouvence 1978 [Guide 1], zuvor unter dem Titel: Compendio di paleografia latina 1966.
- Notariato medievale Bolognese. Tomo I: Scritti di Giorgio Cencetti [ Studi storici sul notariato italiano, III ], Roma 1977
- Scritti di paleografia, a cura di Giovanna Nicolaj, Dietikon – Zürich 1993, 2. Auflage 1995
- Miscellanea in memoria di Giorgio Cencetti. (Università degli studi di Roma. Scuola speciale per archivisti e bibliotecari). Bottega d’Erasmo, Torino 1973